# Kent Karlsen
Kent Ingar Karlsen (Oslo, 17 febbraio 1973) è un ex calciatore norvegese, di ruolo difensore.

## Carriera

### Club
Karlsen iniziò la carriera con la maglia del Sørumsand. Giocò poi nel Lillestrøm, nello HamKam e nel Vålerenga, che lo prestò allo Ikast e allo Haugesund.
Fu poi ingaggiato da Luton Town. Debuttò nella Second Division il 4 novembre 2000, nel pareggio per 1-1 contro il Bury. Nel 2002 tornò in patria, per vestire la maglia dello Åsane. Esordì in squadra il 14 aprile, nella sconfitta per 3-1 contro lo Hønefoss. Nel 2003 passò al Tønsberg, con cui chiuse la carriera nel 2004.

### Nazionale
Karlsen giocò una partita per la Norvegia under 21.